# Bjärke församling
Bjärke församling är en församling i Kullings kontrakt i Skara stift. Församlingen ligger till största delen i Alingsås kommun men även i Trollhättans kommun, båda i Västra Götalands län.
Församlingen utgör ett eget pastorat.

## Administrativ historik
Församlingen bildades 2006 genom sammanslagning av Stora Mellby, Magra, Långareds och Erska församlingar i Alingsås kommun samt Lagmansereds församling i Trollhättans kommun.
Namnet kommer av att församlingen i stort sett är identisk med gamla Bjärke landskommun och Bjärke härad.

## Kyrkor
- Antens kyrka
- Erska kyrka
- Lagmansereds kyrka
- Långareds kyrka
- Magra kyrka
- Stora Mellby kyrka